# Ash Gill
Der Ash Gill ist ein kurzer Fluss in Cumbria, England.
Der Fluss, der in seinem Oberlauf auch als Little Gill bezeichnet wird und zahlreiche kleine Zuflüsse hat, entsteht am Nordrand des Burnhope Seat in einem Gebiet, das von zahlreichen von Menschen geschaffenen Bergwerksschächten, genauso wie auch natürlichen Schlucklöchern gezeichnetem Gebiet.
Der Fluss hat einen Ashgill Force genannten Wasserfall und mündet in den River South Tyne.

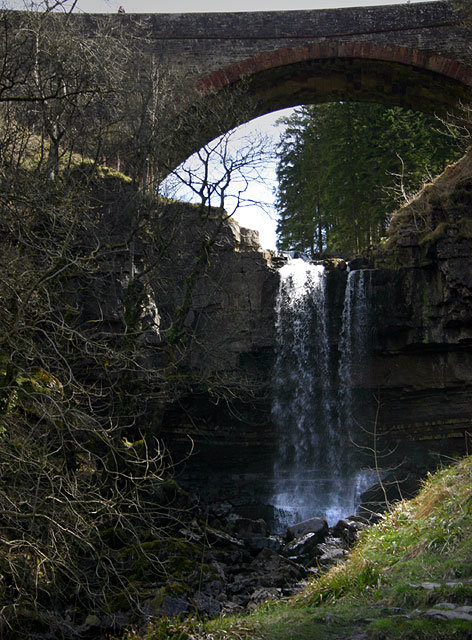
Ashgill Force bei Niedrigwasser
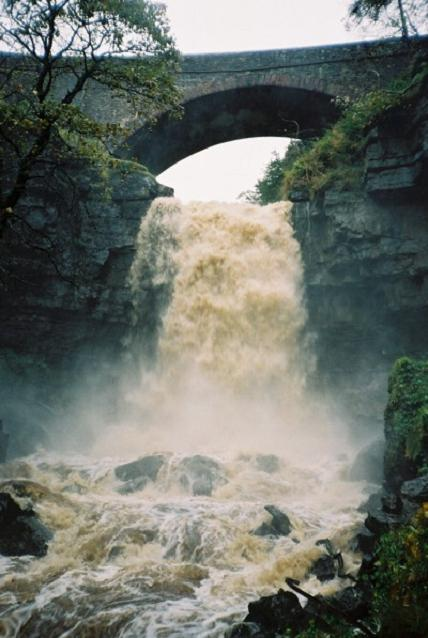
Ashgill Force bei Hochwasser